# Chrysolepis
Chrysolepis – rodzaj roślin z rodziny bukowatych (Fagaceae). Obejmuje dwa gatunki występujące w zachodniej części USA. Chrysolepis chrysophylla występuje w lasach wzdłuż wybrzeży Pacyfiku, a Chrysolepis sempervirens w górach Sierra Nevada.
Bywają uprawiane jako ozdobne, zwykle w formie zimozielonych krzewów. Ich nasiona mogą być spożywane podobnie do kasztanów (są słodkie i smaczne, ale trudne do wydobycia z miseczek). Ch. chrysophylla eksploatowany jest także jako źródło surowca drzewnego.

## Morfologia
PokrójDrzewa do 45 m wysokości i krzewy. Pąki jajowate i kulistawe.
LiścieZimozielone, skórzaste, skrętoległe, wsparte przylistkami. Blaszki całobrzegie lub drobno ząbkowane.
KwiatyZebrane w kłosowate kwiatostany, z kwiatami żeńskimi u nasady i męskimi na pozostałej ich długości, czasem w całości tylko z kwiatami męskimi. Kwiaty męskie składają się z wyraźnych działek kielicha i zazwyczaj 12 pręcików. Kwiaty żeńskie zebrane są po trzy lub więcej w kupuli i zawierają po trzy słupki.
OwoceDojrzewają w drugim roku po kwitnieniu. Kupula otaczająca orzeszki składa się z 7 silnie kolczastych klap (kolce są rozgałęzione). Orzechy w miseczce są zwykle trzy, rzadziej więcej. Są jasnobrązowe, trójkanciaste lub zaoblone.

## Systematyka
Pozycja systematyczna
Rodzaj z rodziny bukowate z rzędu bukowców. W obrębie rodziny zaliczany do podrodziny Quercoideae. Blisko spokrewniony z rodzajem Castanopsis, do którego gatunki tu zaliczane były często włączane.
Wykaz gatunków
- Chrysolepis chrysophylla (Douglas ex Hook.) Hjelmq.
- Chrysolepis sempervirens (Kellogg) Hjelmq.